# Van der Giessen (scheepswerf)

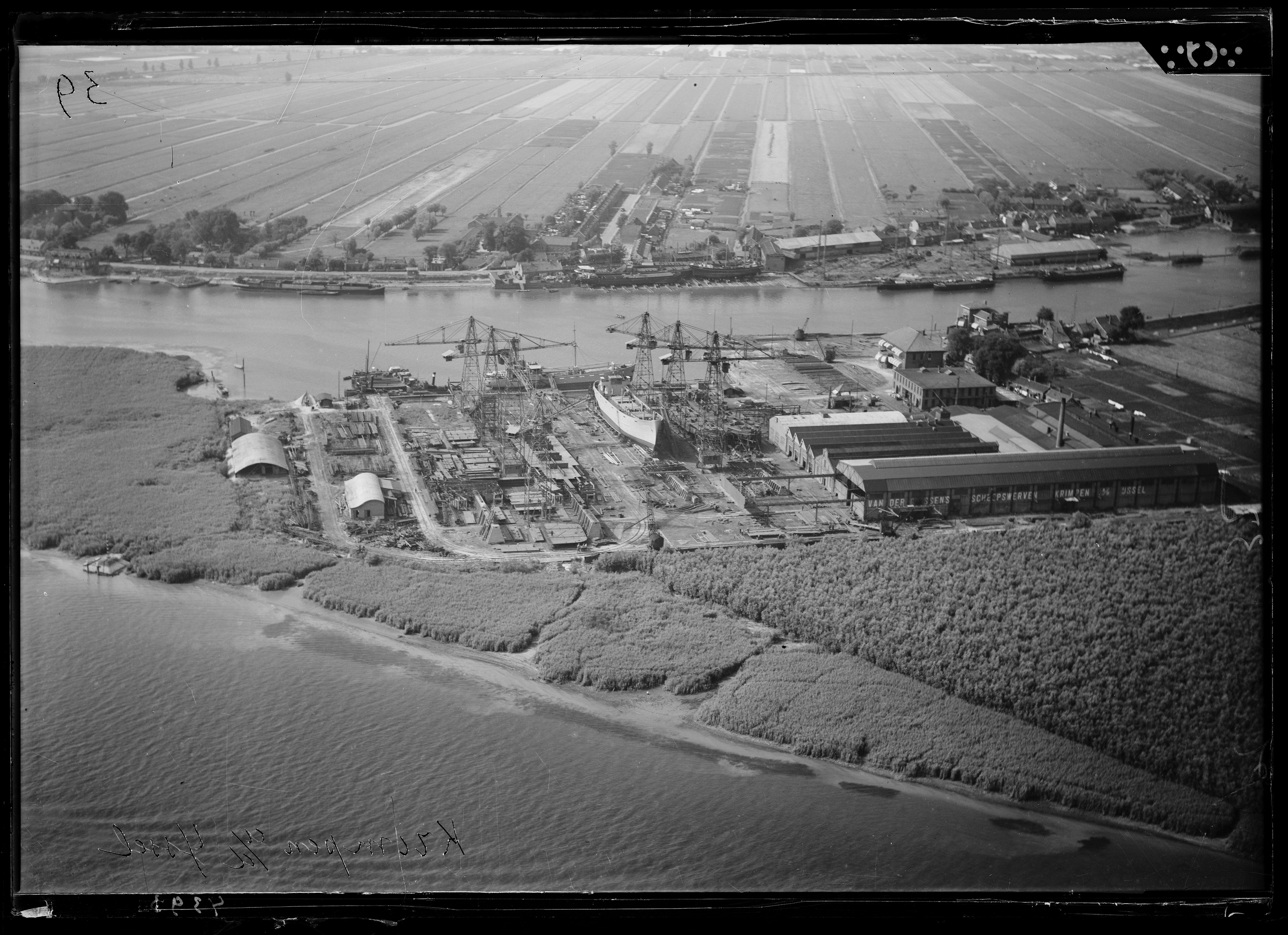
Luchtfoto van de scheepswerf van Van der Giessen in Krimpen ad IJssel (1920-1940).

C van der Giessen & Zonen was een Nederlandse scheepswerf in Krimpen aan den IJssel die in 1962 opging in Van der Giessen-de Noord.
De geschiedenis van Van der Giessen gaat terug tot 1820, toen Arie van der Giessen een geërfde scheepstimmerwerf in Krimpen aan den IJssel uitbreidde tot scheepswerf. Na zijn dood deelden zijn zoons Arie en Cornelis in 1859 het bedrijf op. De werf van Cornelis van der Giessen maakte in de tweede helft van de 19e eeuw de overschakeling op ijzeren scheepsbouw en van zeil op stoom mee. De stoominstallaties betrok men van derden. In 1883 verwierf Van der Giessen een tweede werf, De Nijverheid, die ingericht werd voor de reparatie van rijnschepen. De eerste werf, De Hoop genoemd, richtte zich op nieuwbouw hiervan. Cornelis trok zich 1895 formeel terug uit het bedrijf, zoons Jan en Arie zetten het bedrijf voort als Cornelis van der Giessen & Zonen. Onder hun leiding werd de scheepssmederij uitgebreid. In 1908 namen zij de werf van hun oom en neef Arie van der Giessen sr en jr over, waarmee een eind kwam aan de splitsing uit 1859.

## Groei
Tijdens de Eerste Wereldoorlog kwam de bouw van rijnschepen stil te liggen en schakelde ook Van der Giessen over op de bouw van zeeschepen. Ook de bouw van drijvende kranen werd aangepakt, terwijl de eerste torenkranen werden geïnstalleerd in eigen bedrijf. De daaropvolgende naoorlogse inhaalvraag naar scheepsruimte betekende een verdere, tijdelijke stimulans, maar vanaf 1921 tot 1926 was het mineur. In 1926 kreeg de werf een grote uitbreiding met o.a. een nieuwe betonhelling, zes elektrische torenkranen en modern intern transport m.b.v. een spoornet en elektrische transportkranen. In deze periode werden onder andere de Spar en de Midsland (later bekend geworden als Hilma Hooker) werden bij Van der Giessen gebouwd. De jaren dertig vormden lange tijd een ernstige terugslag, pas eind jaren dertig was er een opleving. In 1938 steeg het personeelsgetal van 850 tot 1100. Ondertussen bleef de onderneming, hoewel in de NV-vorm, een familiebedrijf, met twee familieleden, Pieter Cornelis (!891) en Cornelis (1889) van der Giessen aan hert roer. 
De bezettingsperiode was een zwarte bladzijde. Beide directeuren werden na afloop veroordeeld wegend economische en andere collaboratie. Er werden voor de Kriegsmarine onder meer 5 mijnenvegers, 2 torpedo Fangboten, 4 stoomtreilers en nog enkele kleinere vaartuigen gebouwd. 
In 1962 fuseerde Van der Giessen met concurrent De Noord uit Alblasserdam tot Van der Giessen-de Noord.